# Sebastian Andersson
Martin Sebastian Andersson (* 15. Juli 1991 in Ängelholm) ist ein schwedischer Fußballspieler. Er stand zuletzt in der Saison 2023/24 beim 1. FC Nürnberg unter Vertrag.

## Karriere
Andersson spielte in der Jugend beim Helsingborgs IF. 2008 verließ er den Klub, der nicht mehr auf ihn bauen wollte, in Richtung Ängelholms FF. Hier etablierte er sich und setzte sich in der Zweitliga-Spielzeit 2010 schnell als Stammspieler in der Superettan fest – in 22 seiner Saisonspiele stand er in der Startformation, er erzielte im Saisonverlauf fünf Tore. In der folgenden Spielzeit war er an der Seite von Mikael Dahlgren, Robin Staaf und Marcus Lindberg mit zwölf Saisontoren einer der Garanten, dass der Klub als Tabellendritter die Relegation zur Allsvenskan erreichte. Auch hier war er sowohl im Hinspiel gegen den Syrianska FC beim 2:1-Heimerfolg als Torschütze erfolgreich, als auch im Rückspiel zum 1:1-Zwischenstand. Kurz vor Schluss der Nachspielzeit fiel jedoch nach einem Eigentor von David Bennhage zum 1:3-Endstand die Entscheidung zu Gunsten des Klassenerhalts von Syrianska FC.
Andersson hatte jedoch Begehrlichkeiten im Oberhaus geweckt, im Dezember 2011 verpflichtete ihn der Erstligist Kalmar FF. Beim Meister von 2008 unterzeichnete er einen Kontrakt mit vier Jahren Laufzeit. Kurz zuvor hatte er im November beim 1:0-Erfolg in der schwedischen U-21-Auswahl über Malta durch ein Tor von Jiloan Hamad debütiert. Bei seinem neuen Klub konnte er sich nicht durchsetzen und kam hauptsächlich als Einwechselspieler zum Zug, lediglich in 17 seiner 52 Ligapartien stand er in den folgenden zweieinhalb Jahren in der Stammformation. Parallel fand er keine Berücksichtigung mehr in der Juniorenauswahl.
Im Sommer 2014 zog Andersson innerhalb der Allsvenskan weiter, beim Ligakonkurrenten Djurgårdens IF unterzeichnete er mit Öffnung der Wechselperiode am 1. August einen Vertrag. Mit zum Saisonende war er in 13 Erstligapartien sechs Mal für den neuen Klub als Torschütze erfolgreich, damit verhalf er dem Klub zum siebten Tabellenplatz. Auch in der folgenden Spielzeit trat er mit sieben Saisontoren ähnlich torgefährlich in Erscheinung, wiederum reichte es mit dem sechsten Tabellenplatz zu einer Platzierung in der ersten Tabellenhälfte. Zunächst spielte er Anfang 2016 noch in der Gruppenphase des nationalen Pokalwettbewerbs 2015/16 für den Stockholmer Verein, ehe er Mitte März innerhalb der Allsvenskan zum amtierenden Meister IFK Norrköping transferiert wurde.
Bei IFK Norrköping avancierte Andersson auf Anhieb zum Dauerbrenner, in der Spielzeit 2016 bestritt er alle 30 Ligapartien. Mit 14 Saisontoren gehörte er zudem zu den torgefährlichsten Spielern der Meisterschaft, gleichauf mit Viðar Örn Kjartansson von Malmö FF – der allerdings im Sommer bereits ins Ausland gewechselt war – belegte er am Saisonende hinter dem 17 Mal erfolgreichen John Owoeri von BK Häcken den zweiten Rang der Torschützenliste. Dabei hielt er den Klub lange in einem Dreikampf mit Malmö FF und AIK im Rennen um die Titelverteidigung, letztlich qualifizierte sich die Mannschaft als Tabellendritter für die Qualifikationsrunden zur UEFA Europa League 2017/18. Daraufhin erhielt er von Nationaltrainer Janne Andersson eine Einladung für die Auftaktländerspiele 2017. Nach seinem Debüt bei der 1:2-Niederlage gegen die Elfenbeinküste am 8. Januar 2017 erzielte er beim 6:0-Erfolg über die slowakische Auswahlmannschaft vier Tage später seine ersten beiden Länderspieltreffer.
Am 31. August 2017 wechselte Andersson zum Zweitligisten 1. FC Kaiserslautern. Am 5. Spieltag erzielte er bei der 1:2-Auswärtsniederlage gegen Holstein Kiel in seinem ersten Spiel sein erstes Tor für den FCK. Im Heimspiel gegen Greuther Fürth gelang ihm am 9. Spieltag innerhalb von neun Minuten ein Hattrick; er machte bei dem 3:0-Erfolg alle Tore und sorgte so für den ersten Saisonsieg der Pfälzer.
Nach dem Abstieg des FCK in die 3. Liga wechselte Andersson im Juni 2018 ablösefrei zum 1. FC Union Berlin. Andersson unterschrieb einen Vertrag bis zum 30. Juni 2020. Mit dem erstmaligen Aufstieg in die Bundesliga debütierte er in dieser am 18. August 2019 (1. Spieltag) bei der 0:4-Niederlage im Heimspiel gegen RB Leipzig. Am 24. August 2019 (2. Spieltag) erzielte er beim 1:1-Unentschieden im Auswärtsspiel gegen den FC Augsburg mit dem Treffer zum Endstand in der 80. Minute das erste Bundesligator in der Vereinsgeschichte des 1. FC Union Berlin. Im Februar verlängerte er seinen Vertrag vorzeitig; trotzdem verließ er den Verein im September desselben Jahres. Insgesamt absolvierte er für den 1. FC Union Berlin 74 Pflichtspiele, in denen er 26 Tore erzielte.
Im Sommer 2020 wechselte der Stürmer für 6,5 Millionen Euro zum 1. FC Köln, nachdem Jhon Córdoba den Verein kurz zuvor verlassen hatte. Andersson unterschrieb einen Vertrag bis 2023. Seine erste Spielzeit war geprägt von einer hartnäckigen Knieverletzung, die Andersson immer wieder zwang zu pausieren.
Im Januar 2024 wechselte Andersson zum 1. FC Nürnberg. Diesen verließ er am Saisonende wieder.
Im Februar 2025 beendete Andersson seine Karriere.